# Гафаров, Рустем Абдрахманович
Рустем Абдрахманович Гафаров (13 июня 1929, Казань — 9 октября 1983, Москва) — советский геолог и геофизик. Старший научный сотрудник лаборатории структурной геофизики Геологического института АН СССР. Доктор геолого-минералогических наук (1972). Автор множества научных публикаций. Разработанное им структурное районирование фундамента древних платформ нашло отражение на тектонических картах СССР, Европы и Евразии.

## Биография
Родился 13 июня 1929 года в Казани.
В 1948—1954 годах учился на геологическом факультете Московского государственного университета.
В 1957—1960 годах учился в аспирантуре Геологического института АН СССР.
В 1962 году защитил диссертацию на соискание учёной степени кандидата наук.
В 1972 году защитил диссертацию на соискание учёной степени доктора геолого-минералогических наук.
Работал старшим научным сотрудником в лаборатории структурной геофизики Геологического института АН СССР, считался выдающимся геологом и геофизиком.
Областью его научных исследований были геология, геофизика, тектоника.
9 октября 1983 года скоропостижно скончался в Москве.

## Список публикаций
- Журавлев В. С., Гафаров Р. А. Основные черты тектоники северо-востока Русской платформы // Бюлл. МОИП. Отд. геол.. — 1959. — Т. 34, № 5. — С. 151—152.
- Гафаров Р. А. Структурная схема докембрийского фундамента северной части Волго-Уральской области // Геология нефти и газа. — 1959. — № 10. — С. 9—14 : карт.
- Журавлев В. С., Гафаров Р. А. Схема тектоники северо-востока Русской платформы // Докл. АН СССР. — 1959. — Т. 128, № 5. — С. 1023—1025 : ил.
- Гафаров Р. А. Строение докембрийского фундамента севера Русской платформы // Изв. АН СССР. Сер. геол. — 1961. — № 1. — С. 59—71 : карт.
- Гафаров Р. А. Строение докембрийского фундамента севера Русской платформы по данным региональных геофизических исследований : Автореф. дис. на соискание учен. степени канд. геол.-минерал. наук. — М. : Б. и., 1961. — 24 с.
- Гафаров Р. А. Строение докембрийского фундамента севера Русской платформы по данным региональных геофизических исследований : Дис. на соискание учен. степени канд. геол.-минерал. наук. — М. : Б. и., 1961. — 496 с., 57 л. ил.
- Гафаров Р. А. Основные черты строения фундамента севера Восточно-Европейской платформы // Бюлл. МОИП. Отд. геол.. — 1963. — Т. 38, № 5. — С. 162.
- Гафаров Р. А. Строение докембрийского фундамента севера Русской платформы : (По данным региональных геофизических исследований) / Ответственный редактор П. Н. Кропоткин. — М. : Издательство Академии наук СССР, 1963. — 212 с. — (Труды геологического института, Выпуск 85). — 1000 экз.
- Гафаров Р. А. Строение складчатого фундамента Восточно-Европейской платформы по геофизическим данным // Изв. АН СССР. Сер. геол. — 1963. — № 8. — С. 56—67 : карт.
- Гафаров Р. А. Тектоника фундамента и типы магнитных полей Восточно-Европейской платформы // Бюлл. МОИП. Отд. геол. — 1963. — Т. 38, № 4. — С. 131.
- Гафаров Р. А. Тектоника фундамента и типы магнитных полей Сибирской платформы // Изв. АН СССР. Сер. геол. — 1965. — № 7. — С. 95—107 : карт.
- Гафаров Р. А. Вопросы тектоники фундамента севера Восточно-Европейской платформы // Геотектоника. — 1966. — № 4. — С. 81—91 : карт.
- Гафаров Р. А. Строение фундамента древних платформ северного ряда по геофизическим данным // Бюлл. МОИП. Отд. геол. — 1967. — Т. 42, № 2. — С. 144—145.
- Гафаров Р. А. Глубинное строение зоны сочленения Восточно-Европейской платформы и Урала // Бюлл. МОИП. Отд. геол. — 1969. — Т. 44, № 5. — С. 137.
- Гафаров Р. А. Глубинная тектоника и типы магнитных полей древних платформ северных материков Земли // Геотектоника. — 1970. — № 4. — С. 33—42 : табл.
- Гафаров Р. А. Магнитные аномалии и тектоника материков и океанов: (сравнительный анализ) // Бюлл. МОИП. Отд. геол. — 1970. — Т. 45, № 5. — С. 148—149.
- Гафаров Р. А. О глубинном строении фундамента в зоне сочленения Восточно-Европейской платформы и Урала // Изв. АН СССР. Сер. геол. — 1970. — № 8. — С. 3—14 : табл.
- Кропоткин П. Н., Валяев Б. М., Гафаров Р. А. и др. Глубинная тектоника древних платформ Северного полушария. — М. : Наука, 1971. — 392 с. — (Тр. ГИН АН СССР; Вып. 209).
- Казанцева Т. Т., Камалетдинов М. А., Гафаров Р. А. Об аллохтонном залегании гипербазитовых массивов Крака на Южном Урале // Геотектоника. — 1971. — № 1. — С. 96—102.
- Гафаров Р. А. Типы магнитных полей крупных структур земной коры // Проблемы теоретической и региональной тектоники. — М. : Наука, 1971. — С. 227—237.
- Кропоткин П. Н., Гафаров Р. А. ХV Генеральная Ассамблея Международного геодезического и геофизического союза: [Москва. июль-авг. 1971 г.] // Геотектоника. — 1972. — № 2. — С. 117—119.
- Кропоткин П. Н., Гафаров Р. А. О работе 15 Генеральной Ассамблеи Международного геодезического и геофизического союза // Бюлл. МОИП. Отд. геол. — 1972. — Т. 47, вып. 3. — С. 127—128.
- Гафаров Р. А. Сравнительная тектоника фундамента и типы аномальных магнитных полей Восточно-Сибирской, Сибирской и Северо-Американской платформы : Автореф. дис. на соискание учен. степени д-ра геол.-минерал. наук. — М. : Б. и., 1972. — 54 с.
- Гафаров Р. А. Строение фундамента Восточно-Европейской платформы и некоторые вопросы сравнительной тектоники древних платформ // Тектоника фундамента древних платформ. — М. : Наука, 1973. — С. 82—94.
- Гафаров Р. А. Сравнительная тектоника фундамента и типы магнитных полей древних платформ (Восточно-Сибирской, Сибирской и Северо-Американской). — М. : Наука, 1976. — 270 с. — (Тр. ГИН АН СССР; Вып. 279).
- Гафаров Р. А. Типы разломов и тектоника фундамента Восточно-Европейской платформы // Геотектоника. — 1976. — № 6. — С. 15—26 : табл.
- Гафаров Р. А. Состав и строение фундамента восточной части Русской плиты и некоторые особенности становления континентальной коры в раннем докембрии // Тектоника фундамента Восточно-Европейской и Сибирской платформы. — М. : Наука, 1976. — С. 71—108 : ил. : карт. — (Тр. ГИН АН СССР; Вып. 321).
- Гафаров Р. А., Прозоров Ю. Н. Строение фундамента Сибирской платформы и некоторые особенности становления его континентальной коры // Тектоника фундамента Восточно-Европейской и Сибирской платформы. — М. : Наука, 1976. — С. 170—192 : ил. — (Тр. ГИН АН СССР; Вып. 321).
- Гафаров Р. А., Лейтес А. М., Федоровский В. С. и др. Тектоническое районирование фундамента Сибирской платформы и этапы становления его континентальной коры // Геотектоника. — 1978. — № 1. — С. 43—57 : табл.
- Гафаров Р. А., Кропоткин П. Н. Вклад А. Д. Архангельского в развитие геофизики и современные задачи геофизических исследований в СССР // Изв. АН СССР. Сер. геол. — 1979. — № 12. — С. 52—64.
- Валяев Б. М., Гафаров Р. А., Гурарий Г. З. и др. К 70-летию Петра Николаевича Кропоткина // Бюлл. МОИП. Отд. геол. — 1981. — Т. 56, № 1. — С. 139—141.

## Значение научных работ
В кандидатской диссертации, опубликованной в 1963 году, Гафаровым была приведена основанная на интерпретации геофизических данных (главным образом на результатах магнитных съёмок) схема геологического строения Тимана и фундамента Печорской низменности. В последовавшей серии трудов Гафаров, продолжая исследования А. Д. Архангельского, используя геофизические данные и результаты бурения, расшифровал строение фундамента щитов и закрытых территорий платформ докембрийского периода: Восточно-Европейской, Северо-Американской и Сибирской. Использованный Гафаровым традиционный для Геологического института учёт последних геолого-геофизических данных позволил существенно пополнить арсенал знаний о строении докембрийского фундамента и глубинной тектонике древних платформ.
Опираясь в основном на особенности магнитного поля, Гафаров выделил в фундаментах древних платформ несколько отличающихся возрастом типов крупных структур, среди которых линейно-вытянутые пояса раннепротерозойских складчатых систем, которые опоясывают древние массивы, и архейские массивы, которые выделяются разнообразием в направленности минимумов и максимумов, а также «амёбообразными» магнитными аномалиями. В своих работах Гафаров показал, что в магнитных полях отчётливо вырисовываются зеленокаменные синклинории, с которыми связаны почти все рудные месторождения в докембрийском фундаменте.
Помимо многочисленных публикаций, разработанное Гафаровым структурное районирование фундамента древних платформ нашло отражение на изданных в течение 15 предшествовавших его смерти лет тектонических картах СССР, Европы и Евразии, а также в его сообщениях на сессиях Международного геологического конгресса и на других научных форумах.

## Награды и звания
- 1962 — кандидат наук[1]
- 1966 — премия Московского общества испытателей природы — за книгу «Строение докембрийского фундамента севера Русской платформы»[4].
- 1972 — доктор геолого-минералогических наук[1]